# Чемпионат России по волейболу на снегу
Чемпионат России по волейболу на снегу — ежегодный турнир Всероссийской федерации волейбола. Проводится с 2017 года.

## История
14 декабря 2016 года комиссия Министерства спорта Российской Федерации единогласным решением признала волейбол на снегу официальной спортивной дисциплиной. Этому решению предшествовало признание дисциплины Европейской конфедерацией волейбола и начало проведения под её эгидой Европейского тура, а также организация первого в России выставочного турнира по волейболу на снегу, который прошёл 4 мая 2016 года на олимпийском горнолыжном курорте «Роза Хутор». В нём приняли участие команды из России (Александр Лихолетов, Артём Хабибуллин, Дарья Рудых, Елизавета Зайончковская), мужская сборная Катара (Хулио Сезар, Ахмед Тижан) и женская команда Франции (Алине Шамеро, Офели Люссон), главным судьёй выступил Алексей Вербов. Матчи прошли на высоте 2320 метров над уровнем моря, что было зафиксировано в качестве мирового рекорда по высоте проведения волейбольного матча.
Первый чемпионат России по волейболу на снегу также прошёл в «Розе Хутор» с 30 марта по 1 апреля 2017 года с участием 18 мужских и 16 женских команд. Большинство участников первенства являлись профессиональными мастерами пляжного волейбола. Победителями стали подмосковные спортсмены Антон Ермишенков — Пётр Королёв и Александра Моисеева — Екатерина Сырцева. Второй чемпионат состоялся 6—7 января 2018 года в Зеленогорске на горнолыжном курорте «Пухтолова гора» и являлся национальным отборочным турниром к дебютному чемпионату Европы по волейболу на снегу.
19—20 января 2019 года в Зеленогорске был сыгран первый чемпионат России в новом, утверждённом Европейской конфедерацией волейбола, формате с командами из трёх игроков. Следующий чемпионат, который планировалось провести в апреле 2020 года на горнолыжном курорте Шерегеш в Кемеровской области, в связи с распространением коронавирусной инфекции COVID-19 был отменён и состоялся в том же месте через год.

## Призёры

### Женщины
2017 год, Сочи. 16 команд, плей-офф до двух поражений.
1. Александра Моисеева, Екатерина Сырцева («Подмосковье» Одинцово)
2. Екатерина Макрогузова, Елизавета Терентьева (ЦОП по ПВС Краснодар / «Подмосковье» Одинцово)
3. Наталья Климанская, Александра Спинёва («Дон» Ростов-на-Дону)

2018 год, Зеленогорск. 8 команд, плей-офф до двух поражений.
1. Людмила Даянова, Мария Ушкова (ФРПВ Москва / «Пэрис Хилтон» Москва)
2. Елизавета Терентьева, Ольга Филина («Подмосковье» Одинцово / «Олимпик» Мытищи)
3. Екатерина Сырцева, Ксения Хакимзянова («Подмосковье» Одинцово / «Пэрис Хилтон» Москва)

2019 год, Зеленогорск. 4 команды, круговой турнир.
1. Марина Гречко, Анна Ромашова, Елизавета Терентьева, Ольга Филина («Олимпик» Мытищи)
2. Людмила Игушева, Рада Каюрова, Елена Свиридова (КШВСМ Санкт-Петербург)
3. Анна Куприянова, Александра Моисеева, Екатерина Сырцева («Подмосковье» Одинцово)

2021 год, Шерегеш. 7 команд, круговой турнир и плей-офф.
1. Анна Ромашова, Елизавета Терентьева, Ольга Филина, Полина Цыганова («Олимпик» Мытищи)
2. Елена Бабаева, Наталья Дорохова, Юлия Ковалёва, Юлия Манджиева («Перчинки» Кемерово)
3. Анжелика Алпатова, Алина Рева, Марина Чернышёва, Анна Чупина («Titans Volleyball» Новосибирск)

2022 год, Шерегеш. 13 команд, круговые турниры и плей-офф.
1. Арина Михайлина, Елена Федчук, Полина Цыганова («Заречье-Одинцово»)
2. Елена Коломийцева, Валерия Левшина, Анна Ромашова, Елизавета Терентьева («Олимпик» Мытищи)
3. Ульяна Апполонова, Дарья Дикая, Анастасия Павлова, Варвара Шурашова («Динамо-Татарстан» Казань)

2023 год, Шерегеш. 8 команд, игры в группах и плей-офф.
1. Анастасия Барсук, Анастасия Петрова, Елена Федчук, Полина Цыганова («Заречье-Одинцово»)
2. Дарья Воротинцева, Дарья Дворникова, Валерия Кузаева, Анна Савельева («Локомотив»-СШОР по ИВС Калининградская область)
3. Марина Гречко, Кристина Костикова, Елизавета Макарова, Анна Ромашова («Спартак» Брянск)

2024 год, Новый Уренгой. 8 команд, игры в группах и плей-офф.
1. Кристина Костикова, Елизавета Макарова, Дарья Мастикова, Анна Ромашова («Спартак» Брянск)
2. Анастасия Барсук, Дарья Павлова, Елена Федчук, Полина Цыганова («Заречье-Одинцово»)
3. Ксения Дабижа, Валерия Кузаева, Арина Леничева, Анна Савельева («Локомотив» Калининградская область)

2025 год, Красноярск. 12 команд, игры в группах и плей-офф.
1. Ксения Дабижа, Валерия Кузаева, Анна Савельева («Локомотив»-1 Калининградская область)
2. Мария Егорова, Мария Лазуренко, Елизавета Лудкова, Арина Ряжнова («Локомотив»-2 Калининградская область)
3. Анастасия Барсук, Дарья Павлова, Елена Федчук, Полина Цыганова («Заречье-Одинцово»)

### Мужчины
2017 год, Сочи. 18 команд (16 в основной сетке), плей-офф до двух поражений.
1. Антон Ермишенков, Пётр Королёв («Реутов»)
2. Максим Жирков, Остап Фирсов («Дон» Ростов-на-Дону)
3. Юрий Богатов, Руслан Даянов («Птицы» Москва)

2018 год, Зеленогорск. 11 команд, плей-офф до двух поражений.
1. Юрий Богатов, Павел Ракусов («Птицы» Москва / ФРПВ Москва)
2. Владислав Ермилов, Даниил Кувичка («Зенит» Санкт-Петербург)
3. Александр Галков, Владимир Курочкин (ФВ Санкт-Петербурга)

2019 год, Зеленогорск. 8 команд, плей-офф до двух поражений.
1. Руслан Даянов, Александр Крамаренко, Тарас Мыськив (ФРПВ-ЦОП Москва)
2. Владислав Ермилов, Егор Кириллов, Егор Лысак («Зенит»-2 Санкт-Петербург)
3. Андрей Болгов, Антон Кислицын, Даниил Кувичка («Зенит» Санкт-Петербург)

2021 год, Шерегеш. 12 команд, круговые турниры и плей-офф.
1. Кирилл Иванов, Адель Каюмов, Виктор Марков, Виталий Шабалин («Динамо-Татарстан» Казань)
2. Пётр Бахнарь, Никита Кузьмин, Даниил Шапкин (ФРПВ-ЦОП Москва)
3. Руслан Даянов, Всеволод Бобриков, Юрий Богатов, Владислав Михалёв («Комус» Москва)

2022 год, Шерегеш. 17 команд, квалификация, круговые турниры и плей-офф.
1. Руслан Быканов, Пётр Королёв, Александр Крамаренко, Максим Худяков («Искра» Одинцово)
2. Руслан Даянов, Виктор Марков, Тарас Мыськив, Виталий Шабалин («Динамо-Татарстан» Казань)
3. Пётр Бахнарь, Никита Кузьмин, Даниил Шапкин (ФРПВ-ЦОП Москва)

2023 год, Шерегеш. 8 команд, игры в группах и плей-офф.
1. Руслан Быканов, Александр Крамаренко, Тарас Мыськив, Максим Худяков («Факел»-1 Новый Уренгой)
2. Виктор Марков, Мирослав Туровский, Максим Чичерин, Виталий Шабалин («Динамо-Татарстан» Казань)
3. Илья Лешуков, Фёдор Сабаев, Олег Стояновский, Константин Субботин («Факел»-2 Новый Уренгой)

2024 год, Новый Уренгой. 8 команд, игры в группах и плей-офф.
1. Руслан Быканов, Александр Крамаренко, Тарас Мыськив, Максим Худяков («Факел»-1 Новый Уренгой)
2. Глеб Дешин, Виктор Марков, Мирослав Туровский, Виталий Шабалин («Динамо-Татарстан» Казань)
3. Владислав Аксёнов, Илья Лешуков, Фёдор Сабаев, Иван Фролов («Факел»-2 Новый Уренгой)

2025 год, Красноярск. 12 команд, игры в группах и плей-офф.
1. Глеб Дешин, Виктор Марков, Вадим Сморчков, Виталий Шабалин («Динамо-Татарстан» Казань)
2. Дмитрий Веретюк, Фёдор Сабаев, Иван Фролов («Факел-Ямал»-2 Новый Уренгой)
3. Александр Крамаренко, Егор Жаровин, Мирослав Туровский, Максим Худяков («Факел-Ямал»-1 Новый Уренгой)